# Driggs
Driggs è una città degli Stati Uniti d'America, situata nello Stato dell'Idaho e in particolare nella contea di Contea di Teton, della quale è anche il capoluogo.